# Eugeniusz Tkaczyszyn-Dycki
Eugeniusz Tkaczyszyn-Dycki (né le 12 novembre 1962 à Wólka Krowicka près de Lubaczów), est un poète polonais.
Il est l'auteur des onze recueils de poèmes et plusieurs récits pour la revue Kresy. Lauréat du Prix Kazimiera Iłłakowiczówna, du Prix Barbara Sadowska, du Prix des journées littéraires polono-allemandes à Dresde, du Prix littéraire Gdynia (deux fois) et du Passeport de Polityka. Les critiques de la revue Ha!art lui ont dédié le livre Jesień już Panie a ja nie mam domu (Il est automne déjà, Seigneur, et je n'ai pas de maison).
Il a obtenu le Prix Nike en 2009 pour Piosenka o zależnościach i uzależnieniach.
Les poèmes de Tkaczyszyn-Dycki s'aboutent sur la tradition de baroque polonais et la modernité. Il y a des fascinations sur conceptualisme, marinisme, vanité. Souvent il est considéré comme le nouveau Mikołaj Sęp-Szarzyński.
Les poèmes de Tkaczyszyn-Dycki sont un ensemble de philosophies et de musique. Czesław Miłosz comptait parmi ses admirateurs. 

## Les œuvres

### Les poèmes
- Nenia i inne wiersze Lublin 1990.
- Peregrynarz Varsovie 1992.
- Młodzieniec o wzorowych obyczajach Varsovie 1994.
- Liber mortuorum Lublin 1997.
- Kamień pełen pokarmu. Księga wierszy z lat 1987-1999 Cracovie 1999.
- Przewodnik dla bezdomnych niezależnie od miejsca zamieszkania Legnica 2000.
- Daleko stąd zostawiłem swoje dawne i niedawne ciało Kraków 2003.
- Przyczynek do nauki o nieistnieniu Legnica 2003.
- Dzieje rodzin polskich Varsovie 2005.
- Poezja jako miejsce na ziemi (1989-2003), Wrocław 2006
- Piosenka o zależnościach i uzależnieniach

### Prose
- Zaplecze, Legnica 2002